# Zvonimir Frank
Zvonimir Frank (Jamarice, 1913. – Papuk, 1943.), hrvatski pedagog, antifašist i sudionik Narodnooslobodilačke borbe.

## Životopis
Učiteljsku školu završio je 1932. godine. 
Prva služba mu je 1934. u naselju Goleš, kotar Novska, a zatim u Ivanikovu pokraj Vinkovaca. Nakon Ivankova vratio se u rodne Jamarice. To je vrijeme nemirnih događaja u Europi te on svoj pedagoški rad povezuje s političkim radom.
U siječnju 1937. godine osnovana je Učiteljska zadruga Ivan Filipović. Sve do okupacije njen je predsjednik Zvonimir Frank. Stručno uzdiže članstvo i djeluje politički.
1940. godine obnovljen je Savez hrvatskih učiteljskih društava u čijoj je središnjoj upravi bio i Zvonimir Frank.
Borio se protiv fašističke politike. 
Kao narodni učitelj početkom siječnja 1943. godine nalazi se u Sedmoj krajiškoj brigadi kao vojni instruktor. U jednoj je bitci ranjen, nakon tri je dana umro u bolnici na Papuku.
Danas njegovo ime nosi Osnovna škola “Zvonimir Frank” iz Kutine.